# Dionizy Szyjka
Dionizy Szyjka (ur. ok. 1530 r. w Bydgoszczy – zm. 1590 w Bydgoszczy) – bernardyn, kantor, gwardian.
Urodził się ok. 1530 r. w Bydgoszczy. Zwany był „Szyjka”. Przez cztery lata był w klasztorze bernardyńskim w Wilnie, przez trzy w Poznaniu. Piastował tam godności zakonne kantora i gwardiana. W konwencie poznańskim wzniósł w miejscu drewnianego murowany refektarz.
Był obdarzony pięknym, naturalnym basem. Pięknie śpiewał, a jego głos wyróżniał się nawet wtedy, gdy śpiewała setka braci. Opowiadano o nim, że w kościele bernardynów w Poznaniu, gdzie za młodu przebywał, śpiewał z taką silą, że od jego głosu drżały stalle. Potem był kantorem w kościele krakowskim. Tu z kolei opowiadano, że podczas jego śpiewu rorantyści z kaplicy wychodzili na zewnątrz kościoła, co czynili także wierni obecni na mszy św. obawiając się, że od potężnego głosu Dionizego zawali się sklepienie katedry.
Gwardianem bydgoskim był w 1579 r. i przebywał tu do śmierci. Zmarł 6 marca 1590 r. w Bydgoszczy.